# Rukometna reprezentacija Republike Konga
Kongoanska rukometna reprezentacija predstavlja Republiku Kongo u rukometu.
Krovna organizacija:

## Nastupi naAP
- prvaci:
- doprvaci: 1983.
- treći: 1985.